# Obersambacher Wald
Der Obersambacher Wald war ein gemeindefreies Gebiet im Landkreis Kitzingen, bis 1972 im ehemaligen Landkreis Gerolzhofen.
Am 1. Oktober 1966 hatte er eine Fläche von 265,38 Hektar. Der Obersambacher Wald wurde mit Wirkung vom 1. Januar 1980 in die Gemeinde Wiesentheid eingegliedert.